# Костич, Катарина
Катарина Кача Костич (серб. Катарина Каћа Костић; 15 декабря 1936, Шабац, Королевство Югославия) — сербская писательница и журналистка из Торонто. Автор книг поэзии и прозы, редактор сборников и антологий. Её стихи переведены на английский, французский, русский, испанский, арабский, румынский и болгарский языки. Является лауреатом Золотой медали «За заслуги» Республики Сербия.

## Биография
Катарина Костич родилась в Шабаце в семье отца Стаменко и матери Радмилы. Она закончила изучение французского языка и литературы на Филологическом факультете Белградского университета, а затем жила в Париже с 1969 по 1973 год. Она была по совместительству сотрудником популярной французской периодической энциклопедии Алфа (фр. Encyclopédie Alpha, которая выходила в период с 1969 по 1974 год, работая над эссе о югославской литературе. В 1973 году переехала в Торонто, где в качестве штатного сотрудника писала для «Наше новине» (основана в 1931 году) — на сербском языке, а после его закрытия — для «Вестника» — на русском языке. Он является сотрудником журнала по литературе и культуре Људи говоре из этого города, затем «Слово» из Киченера, информационного бюллетеня Союза писателей Сербии Књижевне новине и журнала по культуре, искусству и социальным вопросам Збиља из Белграда, журнала литературы и культуры «Нова зора» из Билечи, журнал по языку, литературе и духовности Бокатин дијак из Лопара, журнала сербского языка, литературы и культуры Слово из Никшича — которого началось будет опубликовано в 2004 году в результате сопротивления учителей средней школы из Никшича насилию над названием сербского языка в Черногории – и другие.
Она является автором известных работ, за которые получила множество наград и признаний. Костич представлена во многих сборниках, антологиях и периодических изданиях: Шумадијске метафоре, Градина, Драма, Јесењин и другие. Её биография включена в Биографический лексикон сербских писателей в рассеянии 1914–2014. под редакцией Милены Миланович и в «Энциклопедию национальной диаспоры» Ивана Калаузовича Ивануса. Она является автором сборника литературных произведений На таласима речи, созданного по случаю тридцатилетнего существования торонтского Сербско-канадского объединения писателей Десанка Максимович. Она сотрудничала с Предрагом Драгичем Киюком, среди прочего, над обширной монографией о сербах в Америке Сербия – это большой секрет, но этот проект был приостановлен после смерти Киюка.
Катарина Костич – один из основателей и (до 2016 г.) действующий президент, а ныне почетный член правления СКОП Десанка Максимович, член Союза писателей Сербии, Союз писателей Республики Сербской, Белградского литературного клуба Бранко Чопич и канадского ПЕН-клуб-а. Она была секретарем Сербской национальной академии в Канаде два мандата подряд.